# ولفگانگ پرایس
ولفگانگ پرایس (آلمانی: Wolfgang Preiss؛ ۲۷ فوریه ۱۹۱۰ – ۲۷ نوامبر ۲۰۰۲) یک هنرپیشه اهل آلمان بود. وی بین سال‌های ۱۹۳۲ تا ۱۹۹۶ میلادی فعالیت می‌کرد.
از فیلم‌هایی که وی در آن نقش داشته است، می‌توان به ترن، پسران برزیل، پلی در دوردست، طولانی‌ترین روز، آنتسیو، لافایت، قطار سریع‌السیر فون راین، کاردینال، فرمول، کاناریس و پروانه خون‌آلود اشاره کرد.